# System Poboru Opłaty Elektronicznej Krajowej Administracji Skarbowej
System Poboru Opłaty Elektronicznej Krajowej Administracji Skarbowej (SPOE KAS) – system informatyczny powołany przez Szefa Krajowej Administracji Skarbowej, służący do obsługi poboru opłat elektronicznych na wybranych odcinkach autostrad, dróg ekspresowych i krajowych w Polsce. SPOE-KAS stanowi zaplecze infrastrukturalne systemu e-TOLL i został uruchomiony 24 czerwca 2021. SPOE-KAS pobiera opłaty drogowe na podstawie geolokalizacji pojazdów wyposażonych w OBE. Dane z tych urządzeń są przekazywane do SPOE-KAS bezpośrednio, jeśli użytkownik korzysta z rządowej aplikacji e-TOLL PL lub za pośrednictwem systemu operatora, tj. firmy zewnętrznej świadczącej usługi lokalizacyjne.
Beneficjentami projektu są Ministerstwo Finansów i Krajowa Administracja Skarbowa. Źródłem finansowania jest Krajowy Fundusz Drogowy – całkowity koszt projektu oszacowano na 448 100 000 zł.